# FaroeJet
FaroeJet var et færøsk luftfartsselskab, der fra 15 maj 2006 til december 2006 drev en rute fra Vágar til Kastrup lufthavn.
Selskabets første fly var et British Aerospace Avro RJ 100. Der blev fløjet en returflyvning daglig undtagen lørdag. 
Et leaset jetfly og en aktiekapital på 25 mio. kr. var grundlaget for det nydannede Faroe Jet, der fra maj 2006 konkurrerede med Atlantic Airways på ruten til København fra Færøerne.
Selskabets mål var at få ca. 30 % af alle passagererne mellem Danmark og Færøerne. 
FaroeJet havde 900 aktieindehavere som investerede fra 1.000 til 2,5 mill. DKK i selskabet.
Fra den 15 dec 2006 gik FaroeJet i betalingsstandsning og fra 1 januar 2007 erklæret konkurs. 
Atlantic Airways overtog fra midten af december 2006 alle de passagerer der havde booket hos FaroeJet, og fløj dem gratis frem og tilbage fra Vágar eller København.